# Saint-Damien-de-Buckland
Saint-Damien-de-Buckland es un municipio parroquial canadiense situado en la provincia de Quebec.

## Superficie
Saint-Damien-de-Buckland tiene una superficie de 82,04 km².

## Demografía
En 2021, tenía 1893 habitantes, una densidad poblacional de 23,1 hab./km², y 949 viviendas.